# Thuja occidentalis 'Golden Globe'
Туя западная 'Golden Globe' (Thuja occidentalis 'Golden Globe') — карликовый сорт туи западной.
Используется как декоративный кустарник.

## Характеристика сорта
Мутация от 'Woodwardii' с нежно-жёлтой окраской хвои. Также от исходной формы отличается более замедленным ростом.
Форма кроны закруглённая. Высота и ширина около 1,5 м.
Продолжительность жизни около 30 лет.

## В культуре
Рекомендуется высаживать в местах освещённых солнцем или в полутени.
Почва: хорошо дренированная, умеренно влажная.
Зоны морозостойкости (USDA-зоны): 3а.